# ニノス

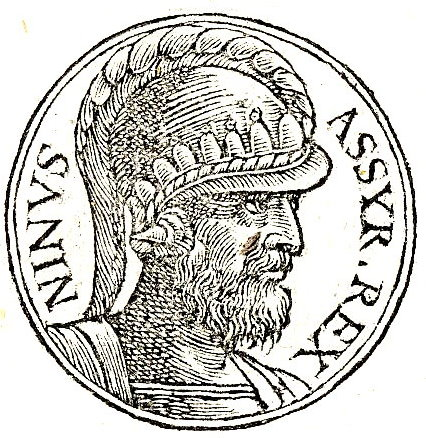
ギヨーム・ルイエの『プロンプトゥアリ・イコヌム・インシギオルム』のニノス王。

ニノス（古希: Νίνος, Ninos）は、古代アッシリアの伝説的な王である。ヘレニズム時代以降の古代ギリシアの歴史家によると首都ニネヴェの神話上の創建者であり、セミラミスの夫とされる。ニノスが実在したことは『アッシリア王名表』や楔形文字の文献では証明されていない。彼は歴史上の人物を表していないと思われ、古代のいくつかの実在した人物かまたは架空の人物が混同されている可能性が高い。 

## ギリシアの歴史学
ニノス王とセミラミス女王の人物像が最初に登場したのは、アルタクセルクセス2世の宮廷医師として王家の歴史的記録を利用できると主張したクニドスのクテシアス（紀元前400年頃）の『ペルシア誌』（Persica）である。クテシアスの記述は後にシケリアのディオドロスによって拡張され、ニノスは楔形文字の解読がアッシリア史とバビロニア史のより正確な再構築を可能とする19世紀半ば以降まで、ヨーロッパの歴史家（アルフレッド大王など）に言及され続けた。
彼はベーロスまたはベルの息子であったと言われる。これは「主」を意味するバアル（Ba'al, 『旧約聖書』「列王記」17章でエリヤが反対した有名な「神」の名前）などのセム語族の称号を表す可能性のある名前である。クテシアスによるとニノスの治世は紀元前2189年に始まり、ロドスのカストールによると、それは52年間続いた。ニノスはアラビアの王アリアイオスの助けを借りて17年間で西アジア全体を征服し、最初の帝国を建国した。アルメニアの伝説の王バルザネスを降伏させ、さらにメディアの王パルノスを打ち負かして、王とその妻および7人の子供をことごとく磔刑に処した。

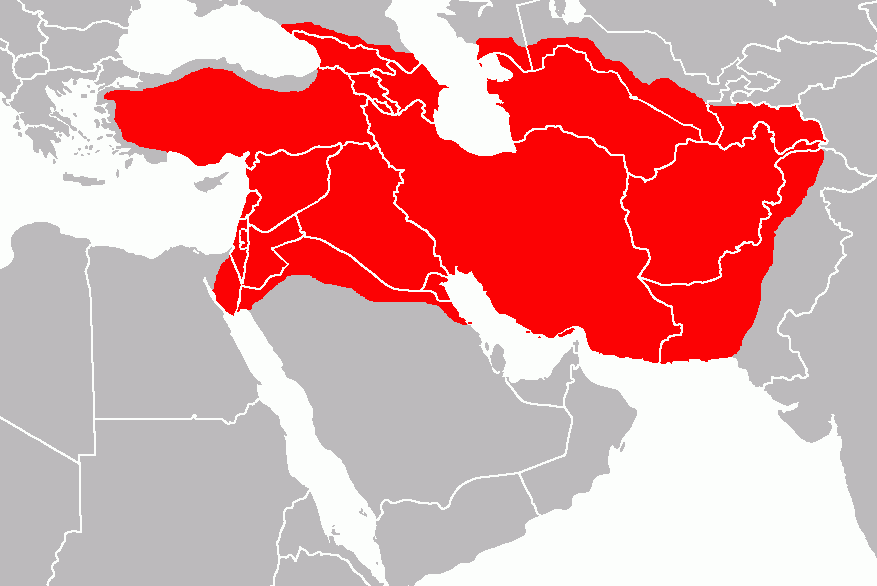
シケリアのディオドロスによるニノスの帝国の版図。

インドとバクトリアを除くすべての近隣アジア諸国を征服し、王都ニネヴェを建設したニノスは、約200万の遠征軍を率いてバクトリアの王オクシュアルテスと戦い、ほとんどすべての諸都市を征服したが、要害堅固な首都バクトラだけは陥落できなかった。バクトラの包囲が長引く間に、ニノスは武将の1人オンネスの妻セミラミスに会った。オンネスは異国での長い戦争で妻が恋しくなり、セミラミスを呼び寄せたのだった。ニノスはこの女性の献策を受けてバクトルを陥落させた。セミラミスは到着するとバクトルのアクロポリスが堅固であるがゆえに手薄であるのを見て、兵の中から岩山を歩くのに長けた者たちを集め、これを率いてアクロポリスの一角を陥れた。これを見たバクトリア人は驚いて降伏した。セミラミスの才覚に感嘆し、その美貌に惚れこんだニノスは彼女を夫から奪って結婚した。2人の間にはニノスおよびセミラミスの王権を引き継いだと言われるニニュアースが生まれた。
クテシアスはまたニノスの死後に未亡人セミラミスが女王となって、夫を王宮内に埋葬し、それとは別に高さ9スタディオン、幅10スタディオンの大墳墓を築いたと述べている。この大墳墓はピューラモスとティスベーの物語にも登場する。セミラミスはさらに、アジアに残った最後の独立した君主であるインドのスタブロバテース王と戦争をしたが、多くの兵を失い、自身も負傷したため休戦した。その後、息子のニニュアースが謀反を企てたがセミラミスは処罰することなく、むしろ息子を支持して退位した。 

## 同定
ローマ時代のケパリーオーン（西暦120年頃）をはじめとする多くの歴史家は、ニノスと戦ったバクトリア王は実際にはオクシュアルテースではなく、ゾロアスターであると主張した。
『偽クレメンス文書』の一部「再認」（Recognitiones）はニノスを最初に『旧約聖書』のニムロドと同一視しており、著者はニムロドがペルシア人に火を崇拝することを教えたと述べている。「創世記」10章の現代的な解釈の多くは、ニネヴェの創建者はクッシュの息子ニムロドとしている。他の翻訳（例えば『欽定訳聖書』）は、セムの息子アッシュールをニネヴェの創建者として呼称するのと同じトーラーの詩句を翻訳している。
最近では、ニノスとニムロド（そしてまた法話のようにゾロアスター）の「再認」における同一視は、19世紀の宗教的トラクト『二つのバビロン』（The TwoBabylons）におけるアレクサンダー・ヒスロップの論文の主要部分を形成した。

## 史実性
膨大な量の楔形文字の解読は現代のアッシリア学者にシュメール、アッカド、バビロニア、アッシリア、カルデアのより正確な歴史をつなぎ合わせることを可能にした。ニノスはメソポタミアで編集された広範な王名のリストのいずれにおいても存在が証明されておらず、メソポタミアの文献でも言及されていない。この古代ギリシアの創作された人物は、アッシリアの1人または複数の実在した王の功業、またはアッシリア＝バビロニアの神話に触発された可能性が高い。同様に、ニムロドの聖書的性格は、アッシリア、バビロニア、アッカド、シュメールの文学や王名表のどこにも証明されていないが、多くの研究者は1人または複数の実在した王に触発されたと信じている。最も可能性が高いのは、紀元前13世紀に中アッシリア帝国を統治したトゥクルティ・ニヌルタ1世、あるいはアッシリアの戦争の神ニヌルタである。アッシリアの女王サンムラマートは実在したことが知られ、シャムシ・アダド5世の妃であり、紀元前811年から5年間、息子のアダド・ニラリ3世の摂政として新アッシリア帝国を統治した。女王セミラミスを取り巻く後代のギリシア神話は、そうした帝国を支配した女性の目新しさに触発されたと考察する者もいる。 

## 文化
ニノスとセミラミスの物語は、ニノス・ロマンス、ニノスとセミラミスの小説、またはニノス断片と呼ばれる紀元1世紀頃のヘレニズムのロマンスの中で異なる形で取り上げられている。それらに由来する場面はおそらくオロンテス川流域の都市アンティオキアのモザイクで描かれている。
セビリアのイシドールスは『語源』で、偶像崇拝は彼の父ベーロスが作った金の像を崇拝したニノスの発明であると主張した。この主張は中世から近世にかけて非常に影響力があった。
シェイクスピアの『真夏の夜の夢』では、劇中劇としてピューラモスとティスベーの物語が語られているが、劇中で俳優たちは「ナイナス（ニノス）の墓」を常に「マイナスの墓」と誤って発音する。たとえば登場人物の1人フランシス・フルートは打ち合わせの最中に間違ったためにピーター・クィンスに訂正される。にもかかわらず、ピューラモス役のニック・ボトムは実際に演じた際に発音を間違えてしまう。エドマンド・スペンサーは『妖精の女王』5巻48節でニノスの誇りに触れている。